# Sara Carreño
Pour les articles homonymes, voir Carreño (homonymie) et Valero (homonymie).
Sara Carreño Valero, née le 2 octobre 1985, est une femme politique espagnole, membre de Podemos.
Elle est élue députée de la circonscription de La Rioja lors des élections générales de décembre 2015.

## Biographie

### Formation
Sara Carreño Valero est titulaire de deux licences, la première en droit, obtenue auprès de l'UNED, la seconde en administration et direction d'entreprises, attribuée par l'université d'Oviedo.

### Activités politiques
Le 20 décembre 2015, elle est élue députée pour La Rioja au Congrès des députés et réélue le 26 juin 2016. Elle est nommée directrice de l'Observatoire des droits humains au sein du gouvernement de La Rioja en septembre 2019 par la conseillère à la Participation, à la Coopération et aux Droits humains, Raquel Romero.